# Francesco Filelfo
Francesco Filelfo (født 25 juli 1398 i Tolentino ved Macerata, død 31. juli 1481 i Firenze) var en italiensk humanist. 
Filelfo kom 1420 — som sekretær hos en venetiansk gesandtskab — til Konstantinopel, hvor han fik Johannes Chrysoloras til lærer i græsk; blev selv benyttet til diplomatiske sendelser af den byzantinske kejser og ægtede Chrysoloras' datter. I 1427 kom han hjem til Italien med en del græske håndskrifter, blev indbudt til Firenze for at holde forelæsninger, men blev uven med andre lærde. Senere opholdt han sig i Siena, Bologna og Milano, fik store honorarer for sin docentvirksomhed og fyrstelige gaver af magthaverne. Efterhånden blev han utilfreds med sin stilling ved det milanesiske hof, hvor man ikke gav ham penge nok; han henvendte sig da til paven og andre med tiggerier, og fik han intet, skældte han dem ud i giftige skandskrifter. Endelig fik han Sixtus IV til at kalde sig til Rom, men der blev han også snart ked af opholdet og søgte atter til Milano. Den forfængelige, sangvinske og arrige mand har fortjenester af de græske studiers genoplivelse, skønt just ikke så store, som han bildte sig ind. Han skrev latinske og græske vers ligefrem i alenvis (hans satirer for eksempel er delte i 10 bøger, hver paå 10 satirer, hver af disse på 100 heksametre); men man må indrømme, at han — især i sine breve og taler — var en udmærket latiner, der tillige havde blik for Dantes storhed, idet han på helligdage læste over Divina Commedia i domkirken i Firenze.

## kilder
- Rudolf Georg Adam, Francesco Filelfo at the court of Milan (1439-1481), University of Oxford Thesis, 1974, 569 pp. (Part 1: Text, 1-198, Part 2: Footnotes, 199-569)
- Filelfo, Francesco i Salmonsens Konversationsleksikon (2. udgave, 1919)

 Der er for få eller ingen kildehenvisninger i denne artikel, hvilket er et problem. Du kan hjælpe ved at angive troværdige kilder til de påstande, som fremføres i artiklen.